# Ana Gasteyer

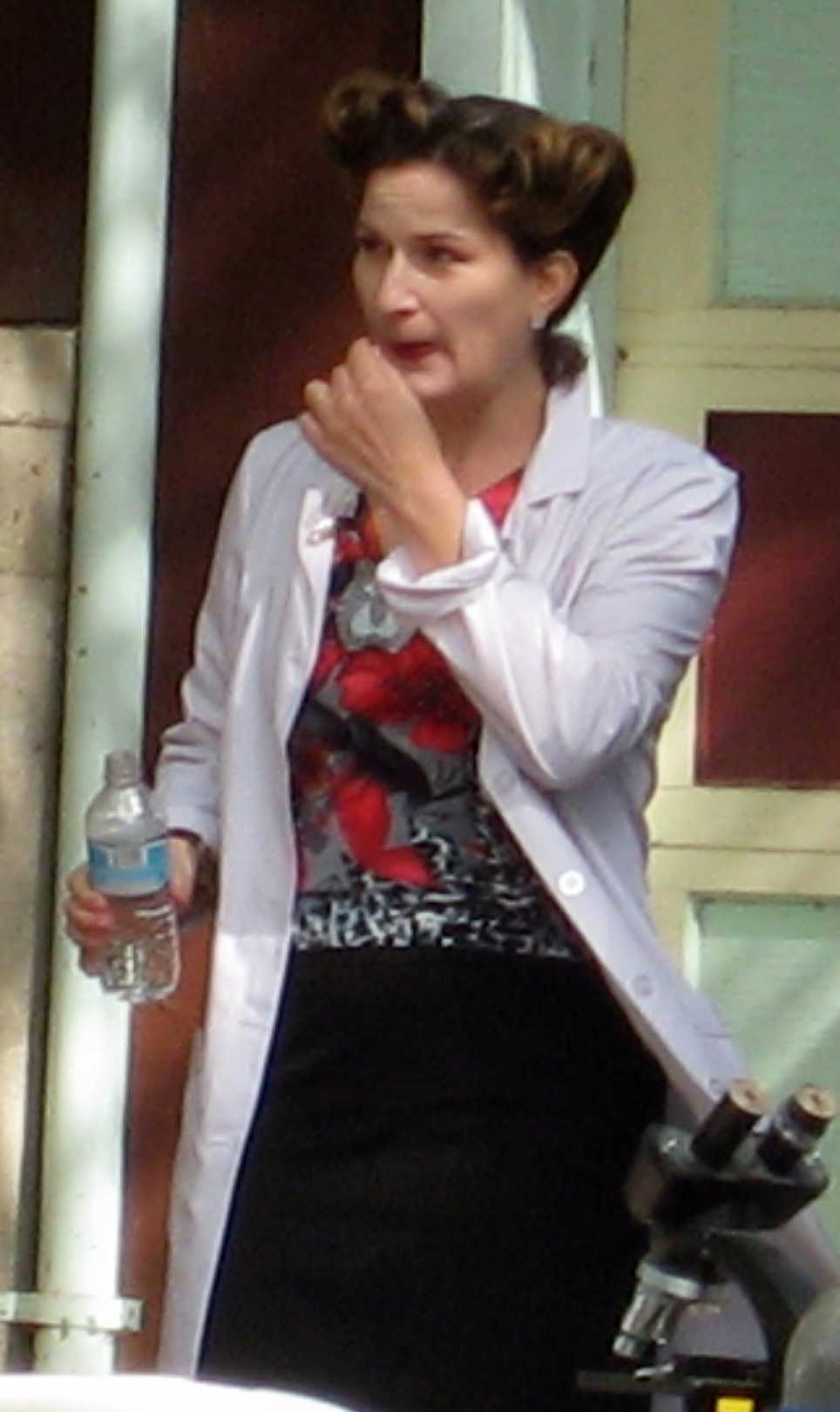
Ana Gasteyer 2007.

Ana Kristina Gasteyer, född 4 maj 1967 i Washington, D.C., är en amerikansk skådespelare.
Från 1996 till 2002 var Gasteyer en av de fasta medlemmarna i skådespelarensemblen i humorprogrammet Saturday Night Live där hon bland annat imiterade Martha Stewart och Celine Dion. Sedan 2011 medverkar hon i TV-serien Suburgatory.

## Filmografi i urval
- 1996–2002 – Saturday Night Live (TV-serie)
- 1999 – VH-1: Divas Live/99 (presentatör)
- 1999 – Dick
- 2000 – Woman on Top
- 2000 – Vad kvinnor vill ha
- 2001 – Den galna jakten på ringen
- 2004 – Mean Girls
- 2005 – Reefer Madness
- 2008 – The Women
- 2010–2013 – The Good Wife (TV-serie) (fyra avsnitt)
- 2011–2014 – Suburgatory (TV-serie)
- 2012 – Robot & Frank
- 2021–2022 – American Auto (TV-serie)